# IC 1892
IC 1892 је спирална галаксија у сазвјежђу Еридан која се налази на листи објеката дубоког неба у Индекс каталогу.
Деклинација објекта је - 23° 3' 20" а ректасцензија 3h 8m 27,2s. Привидна величина (магнитуда) објекта IC 1892 износи 12,9 а фотографска магнитуда 13,8. Налази се на удаљености од 35,2 милиона парсека од Сунца. IC 1892 је још познат и под ознакама ESO 480-36, MCG -4-8-30, UGCA 55, ARP 332, VV 260, VV 337, PGC 11750.